# Грб Новгородске области
Грб Новгородске области је званични симбол једног од субјеката Руске федерације са статусом области — Новгородске области. Грб је званично усвојен 9. октобра 1995. године.

## Опис грба
На сребрном пољу штита у француском облику, налазе се два црна медвједа који придржавају златну столицу са степенастим постољем и тамноцрвеним јастуком. На сједишту се укрштавају два златна скиптара, које држе медвједи, а који се завршавају златним крстом. Изнад столице језлатна свијећа тројанка са упаљеним свећама и црвеним пламенцима. У подножју штита, налази се азурно плаво поље са сликама двије сребрне рибе, једна насупрот другој.
Штит је крунисан царском круном и окружен златним вијенцем храстовог лишћа, који је повезан лентом (траком) Светог Андрије.